# Elecciones generales de Puerto Rico de 1956
Se realizaron elecciones generales en Puerto Rico el 6 de noviembre de 1956. Luis Muñoz Marín del Partido Popular Democrático  fue reelecto como Gobernador.

## Contexto
Las elecciones del 1956 se caracterizan por ser las segundas realizadas luego del establecimiento de la Constitución de Puerto Rico de 1952, la cual se caracteriza por la institucionalización del Senado de Puerto Rico con 27 miembros y la Cámara de Representantes de Puerto Rico de 51 miembros, además del sistema de acumulación en la elección de los parlamentarios y de representación a minorías.